# Лернер, Исай Петрович
Исай Петрович Лернер (26 июня 1911, Бельцы, Бессарабская губерния — 1 ноября 1976, Киев, Украинская ССР) — украинский советский учёный-медик, терапевт и аллерголог. Доктор медицинских наук (1967), профессор (1969).

## Биография
Родился 13 июня (по старому стилю) 1911 года в Бельцах в многодетной семье, в которой росло шестеро детей. Его отец Пинхос Иоселевич-Лейбович Лернер, уроженец Рышкан, был управляющим мельницей и владел магазином сукна. Брат Борис работал саксофонистом в оркестре Петра Лещенко. После окончания гимназии в Бельцах продолжил обучение на медицинском факультете Бухарестского университета (окончил в 1936 году). Участник Великой Отечественной войны, награждён медалями «За оборону Кавказа», «За победу над Германией в Великой Отечественной войне 1941—1945 гг.» и «За доблестный труд в Великой Отечественной войне 1941—1945 гг.».
С 1945 года работал в Киевском институте усовершенствования врачей, в 1958—1961 годах — заведующий второй кафедрой терапии, позже профессор этой кафедры. С 1972 года заведующий отделом аллергологии Института проблем онкологии Академии наук Украинской ССР. В 1970-х годах стал инициатором создания Киевского аллергологического центра. Диссертацию доктора медицинских наук по теме «Аллергические заболевания дыхательного аппарата: их связь с генерализованными аллергозами, клиника, исходы» защитил в 1967 году.
Основные научные труды в области клинической аллергологии, в том числе аллергических процессов в лёгких и при онкологических заболеваниях. Рассказы и очерки И. П. Лернера из клинической практики публиковались в журнале «Радуга» (1976, 1978).
Среди учеников — доктора медицинских наук С. И. Ялкут, Е. С. Брусиловский.

## Монографии
- И. П. Лернер, Е. С. Брусиловский. Аллергические эозинофильные заболевания: Эозинофилии и эозинофильные инфильтраты. Киев: Госмедиздат УССР, 1961. — 275 с.
- М. А. Ясиновский, И. М. Ганджа, И. П. Лернер. Поражения лёгких при ревматизме и некоторых аллергических заболеваниях. Киев: Здоров’я, 1969. — 168 с.